# 日本神経救急学会
日本神経救急学会（にほんしんけいきゅうきゅうがくかい、英文名 Japanese Association on Neurological Emergencies）は、救急医療のなかでも複数の専門家が治療に関わる神経救急領域の進歩発展を図るために設立された学術団体。救急科、脳神経外科、神経内科、精神神経科、小児科、整形外科など参加者が幅広いのが特徴である。2014年の学術集会において、一般社団法人となることが承認された。
主たる事務所を 株式会社へるす出版 事業部内（〒164-0001東京都中野区中野2-2-3）に置いている。 

## 事業
- 学術集会の開催、機関誌・論文・図書・研究資料の刊行、日本国内外の関係団体との協力活動など
- 学術集会は、当初は研究会として年２回、1997年より学会形式で年一回となっている。

| 回数   | 開催年月   | 当番世話人 | 所属（当時）                                 | 開催地 | 備考                |
| ------ | ---------- | ---------- | -------------------------------------------- | ------ | ------------------- |
| 第 1回 | 1992年2月  | 大和田隆   | 北里大学救命救急医学教授                     | 東京   | 当初は年2回開催     |
| 第 2回 | 1992年11月 | 大和田隆   | 北里大学救命救急医学教授                     | 東京   |                     |
| 第 3回 | 1993年5月  | 上田守三   | 東海大学救急医学                             | 東京   |                     |
| 第 4回 | 1993年11月 | 有賀徹     | 公立昭和病院救急医療センター                 | 東京   |                     |
| 第 5回 | 1994年5月  | 横田裕行   | 日本医科大学千葉北総病院救急医学             | 東京   |                     |
| 第 6回 | 1994年11月 | 富田博樹   | 武蔵野赤十字病院脳神経外科                   | 東京   |                     |
| 第 7回 | 1995年5月  | 重森稔     | 久留米大学脳神経外科教授                     |        |                     |
| 第 8回 | 1995年11月 | 佐藤章     | 千葉県救急医療センター脳神経外科             | 東京   |                     |
| 第 9回 | 1996年5月  | 剣持修     | 北海道大学麻酔科教授                         |        |                     |
| 第10回 | 1996年11月 | 林成之     | 日本大学救急医学                             | 東京   |                     |
| 第11回 | 1997年5月  | 宮本誠司   | 奈良県立医科大学救急医学教授                 | 奈良   | この年より年1回開催 |
| 第12回 | 1998年5月  | 三木保     | 東京医科大学脳神経外科                       | 東京   |                     |
| 第13回 | 1999年7月  | 小沼武英   | 仙台市立病院脳神経外科                       | 仙台   |                     |
| 第14回 | 2000年5月  | 小林士郎   | 日本医科大学千葉北総病院脳神経外科教授       | 東京   |                     |
| 第15回 | 2001年5月  | 上津原甲一 | 鹿児島市立病院脳神経外科                     | 鹿児島 |                     |
| 第16回 | 2002年5月  | 有賀徹     | 昭和大学救急医学教授                         | 東京   |                     |
| 第17回 | 2003年6月  | 北原孝雄   | 北里大学救命救急医学                         | 東京   |                     |
| 第18回 | 2004年6月  | 奥寺敬     | 富山医科薬科大学救急・災害医学教授           | 富山   |                     |
| 第19回 | 2005年6月  | 井上聖啓   | 東京慈恵会医科大学神経内科教授               | 東京   |                     |
| 第20回 | 2006年6月  | 高里良男   | 国立病院機構災害医療センター脳神経外科       | 東京   |                     |
| 第21回 | 2007年6月  | 山木垂水   | 京都九条病院脳神経外科                       | 京都   |                     |
| 第22回 | 2008年6月  | 坂本哲也   | 帝京大学救命救急センター教授                 | 東京   |                     |
| 第23回 | 2009年6月  | 平田幸一   | 獨協医科大学神経内科                         | 栃木   |                     |
| 第24回 | 2010年6月  | 奥 憲一    | 阪和記念病院脳神経外科                       | 大阪   |                     |
| 第25回 | 2011年6月  | 畝本恭子   | 日本医科大学武蔵小杉病院救命救急センター教授 | 東京   |                     |
| 第26回 | 2012年6月  | 黒田泰弘   | 香川大学救急医学教授                         | 高松   |                     |
| 第27回 | 2013年6月  | 木下浩作   | 日本大学救急医学系救急集中治療医学分野教授   | 東京   |                     |
| 第28回 | 2014年7月  | 永山正雄   | 国際医療福祉大学熱海病院神経内科教授         | 熱海   |                     |
| 第29回 | 2015年6月  | 鈴木明文   | 秋田県立脳血管研究センターセンター長         | 秋田   |                     |

第30回（2016年）は三宅康史（昭和大学救急医学科）が、第31回（2017年）は本多満（東邦大学医療センター大森病院救命救急センター）が開催、第32回は西山和利（北里大学医学部神経内科）が開催予定である。

## 機関誌
- 『日本神経救急学会雑誌』 年数回

## プロジェクト
- 神経蘇生基礎（ISLS）コースを日本救急医学会と合同で開発
- ISLSコース運営委員会への参加

## これまで扱ったプロジェクト
- 熱中症検討委員会
- ECS（Emergency Coma Scale）検討委員会
- 抗凝固療法中の脳出血の治療実態調査